# Culzean Castle

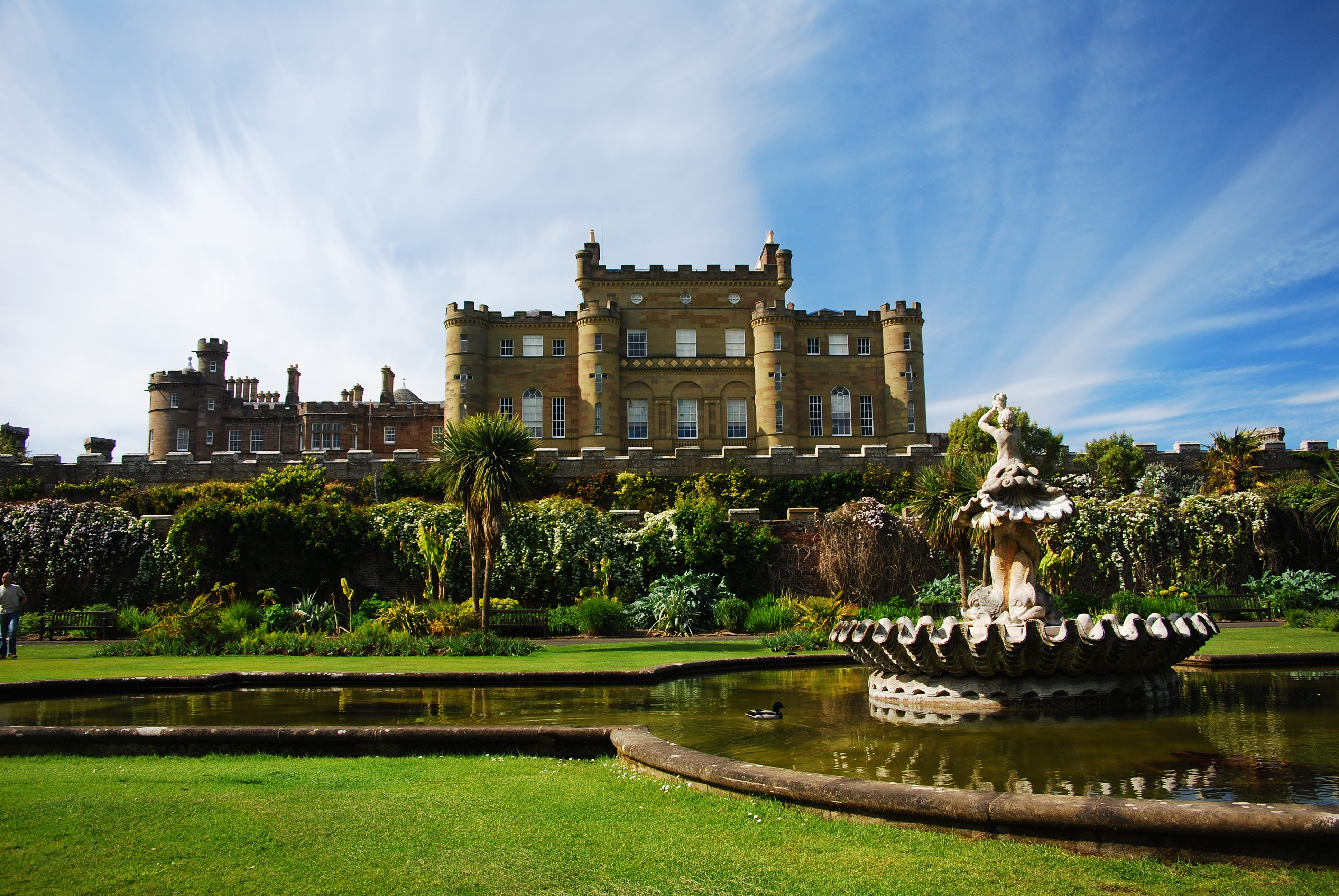
Culzean Castle

Culzean Castle ([kʌˈleɪn] aus mittelenglisch „cul-Ȝ-ean“ (siehe: Ȝ)) ist ein Schloss zwischen Maybole und Maidens im ehemaligen Distrikt von Carrick an der Küste von South Ayrshire. Es wurde von 1777 bis 1792 von Architekt Robert Adam und Bauleiter Hugh Cairncross für David Kennedy, 10. Earl of Cassilis, auf der hier bestehenden mittelalterlichen Burg als romantisches Schloss im Adam-Stil des Neoklassizismus entworfen und umgebaut. Es steht auf einem steil abfallenden Felsen direkt am Meer, umgeben von einem zwei Hektar großen Schlosspark mit Schwanensee, Abenteuerspielplatz und Waldwegen.
Bemerkenswert ist auch die Gasanlage, mit der bis 1940 Stadtgas aus Kohle für Beleuchtungs- und Heizzwecke erzeugt wurde. Heute ist eine permanente Ausstellung für William Murdock eingerichtet.
Im Jahr 1945 wurde das Castle von den Kennedys an den National Trust for Scotland (NTS) übergeben, der es bis heute vermarktet und unterhält. Als Anerkennung der Verdienste während des Zweiten Weltkrieges um die Befreiung Großbritanniens wurde dem General und späteren Präsidenten Dwight D. Eisenhower bereits zuvor von den Kennedys das oberste Stockwerk auf Lebenszeit zur Verfügung gestellt. Auch über ihn ist eine Ausstellung im Castle zu finden.
Mittlerweile hat es sich als eine der meistbesuchten Touristenattraktionen in der Gegend um Ayr entwickelt. 2019 wurde Culzean Castle von rund 334.000 Personen besucht. 2024 betrug die Besucherzahl etwa 248.000 Personen.
Culzean Castle ist als Denkmal der höchsten Kategorie A klassifiziert. Zahlreiche Außengebäude sind außerdem als Denkmäler der Kategorien A, B beziehungsweise C eingestuft. 1987 wurden die Außenanlagen in das Inventory of Gardens and Designed Landscapes in Scotland aufgenommen.